# 湯福神社
湯福神社（ゆぶくじんじゃ）は、長野県長野市箱清水三丁目にある神社（郷社）。
善光寺三鎮守（善光寺三社）・善光寺七社の一。

## 概要
善光寺本堂の北西に位置する。諏訪大社と同じく建御名方神を祀っており、同じ祭神を祀る周辺の武井神社・妻科神社・健御名方富命彦神別神社（城山県社水内大社）の4社持ち回りで寅年・申年に御柱祭を行なっており、境内には御柱が立っている。神紋も諏訪大社と同じ梶の葉で、当社に近い長野県長野西高等学校はこれに基づき「梶の葉抱く弦月」を校章としている。
善光寺三鎮守の一つで、境内には善光寺開祖・本田善光廟がある。中には本田善光の墓とされる大石が収められている。社叢の大半はケヤキで、本殿前には参道を挟んで大木が対にそびえる。この2本と、境内西側の1本が長野市指定天然記念物となっている。樹高17〜21m・樹齢700〜900年と推定される古木である。
善光寺表参道の東側を氏子とする武井神社に対し、当社は西側15町を氏子とする。社名は「風（いぶき）」から転訛したものという。

## 歴史
- 1847年（弘化4年） - 善光寺地震により社殿崩壊。
- 1862年（文久2年） - 現在の本殿・拝殿が完成。
- 1921年（大正10年）10月 - 御宝塚（境内の大石）の下から人骨が出土し、本田善光の墓であると推定される。
- 1967年（昭和42年）11月1日 - 境内のケヤキ3本が長野市指定天然記念物に指定される。
- 2007年（平成19年） - 本田善光廟完成。御宝塚を収める。

## 境内
- 本殿
- 拝殿
- 社務所
- 本田善光廟

## 交通
- JR・長野電鉄長野駅からアルピコ交通（川中島バス）11・16・17系統に乗車、「善光寺北」下車

## 周辺
- 善光寺
- 長野県長野西高等学校
- 城山公園